# Los años maravillosos (canción)
«Los años maravillosos» es una canción grabada por la banda mexicana de indie rock Little Jesus, seleccionada como el primer sencillo de su tercer álbum de estudio Disco de oro. Hizo su estreno en las estaciones de radio el 11 de enero de 2019.
Fue escrita por el vocalista del grupo, Santiago Casillas, quien también se encargo de la producción. Logró posicionarse en el número 25 en las listas de la radio del Top 100 Alternative Songs en México. Además alcanzó más de 8 millones de reproducciones en Spotify.
La canción evoca nostalgia por una etapa pasada llena de emociones y aventuras. La letra sugiere que el narrador, previamente insatisfecho, encuentra en una persona o experiencia una fuente de renovación emocional. El coro transmite un sentimiento de pérdida o anhelo, donde el narrador expresa el deseo de que esa persona o momento permanezca en su memoria, sintiéndose afortunado de haberlo vivido. En general es una canción que aborda el impacto duradero de una conexión significativa o un momento especial en la vida de una persona.

## Video musical
Un vídeo musical oficial fue lanzado para «Los años maravillosos», publicado el 11 de enero de 2019 en la plataforma digital YouTube. Fue dirigido por Santiago Casillas y Fernando Bueno y producido por Sony Music México. Ha recibido más de 3 millones de reproducciones desde su publicación. El videoclip fue grabado en la ciudad de Rosarito a mediados del 2018.

## Lista de canciones

### Descarga digital
| Los años maravillosos — Sencillo |                         |          |  |
| N.º                              | Título                  | Duración |  |
| 1.                               | «Los años maravillosos» | 4:23     |  |

## Listas

### Semanales
| País   | Lista                             | Mejor posición | Ref.  |
| ------ | --------------------------------- | -------------- | ----- |
| México | Top 100 Alternative Songs (Radio) | 25             | [ 3 ] |